# Rei dos lombardos

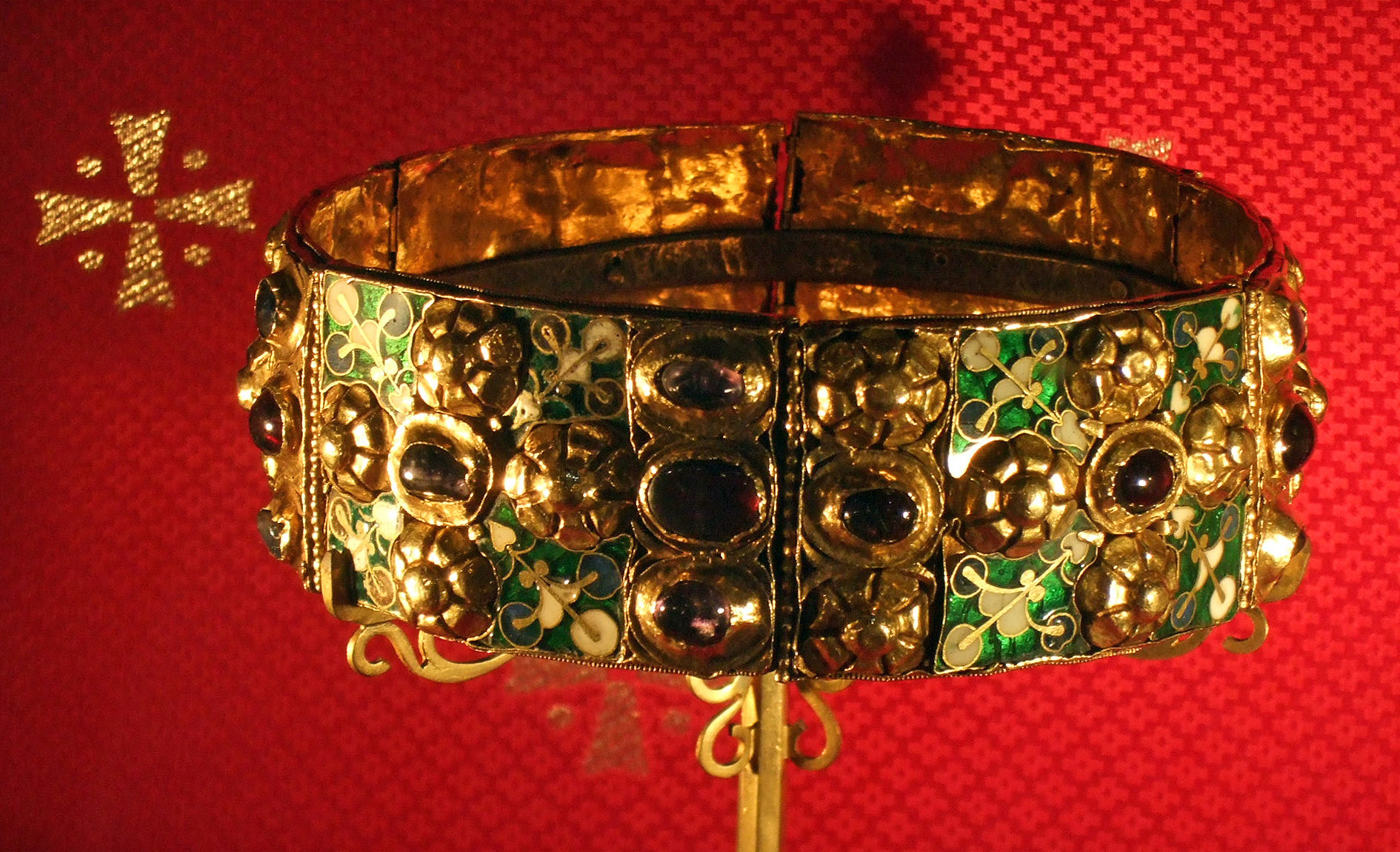
A Coroa de Ferro, atualmente no Museu do Duomo de Monza

Rei dos Lombardos (em latim: rex Langobardorum, plural reges Langobardorum) era o título dado ao monarca que governava este povo germânico a partir do século VI, até que a identidade lombarda fosse perdida, nos séculos IX e X. Depois de 568 os reis lombardos passaram a se intitular reis da Itália (rex totius Italiae, "rei de toda a Itália"). A Coroa de Ferro (Corona Ferrea) era usada para a coroação dos reis lombardos e, posteriormente, dos reis da Itália, por muitos séculos.
As fontes primárias dos reis lombardos antes da conquista do território pelos francos são a obra anônima do século VII, Origo Gentis Langobardorum, e a Historia gentis Langobardorum, do século VIII, de autoria de Paulo, o Diácono. Os reis mais antigos (pré-letingos) listados no Origo são quase certamente lendários, e teriam reinado durante o período das migrações. O primeiro monarca cuja existência pode ser atestada de maneira independente da tradição lombarda é Tatão.

## Primeiros governantes

### Reis lendários
- Shava
- Algelmundo
- Lamicão
- Ibor e Aio, irmãos, juntamente com sua mãe, Gambara, que lideraram a emigração da Escandinávia
- Agilmundo, filho de Aio
- Laiamicão

### Dinastia letinga
Os letingos (Lething) foram uma antiga dinastia que receberam o nome de seu fundador, Leti (Lethuc). O último descendente de Leti a governar o território foi Valtário (Walthari), cujo filho foi destronado por Audoíno, da família dos gáusios.
- Leti (por volta de 400), governou por cerca de 40 anos.
- Ildeoc (meados do século V)
- Godeoc (década de 480), levou os lombardos até o território da Áustria moderna
- Clafão (por volta de 500)
- Tatão (início do século VI, provavelmente morreu em 510), seu filho e herdeiro morreu no exílio
- Vacão (morto em 539), filho de Uniquis
- Valtário (539–546), filho de Vacão

### Dinastia gáusia
- Audoíno (546–565), conduziu os lombardos ao interior da Panônia

## Reis na Itália
Lista de reis lombardos, segundo Nicolas Lenglet-Dufresnoy.
- 568 - Alboíno, por 3 anos e 6 meses
- 572 - Clefo, por 1 ano e 6 meses
- Interregno
- 586 - Autário, por 6 anos
- 590 - Agilolfo, por 25 anos
- 616 - Adaloaldo, por 13 anos
- 624 - Arioaldo, por 6 anos, simultaneamente com Adaloaldo
- 630 - Rotário, por 16 anos e 4 meses
- 646 - Rodoaldo, por 5 anos
- 651 - Ariberto, por 9 anos
- 661 - Godeberto, por 1 ano
- 662 - Grimualdo, por 9 anos
- Garibaldo
- 671 - Bertário, por 17 anos
- 688 - Cuniberto, o Piedoso, por 12 anos
- 700 - Liuberto, por 8 meses
- 701 - Regimberto, usurpador, por 1 ano
- 702 - Ariberto, por 12 anos
- 712 - Ansprando, por 3 meses
- 712 - Liuprando, por 32 anos e 7 meses
- 736 - Hildebrando, por 8 anos, com Liuprando
- 744 - Raquis, por 5 anos e 6 meses
- 749 - Astolfo, por 7 anos
- 756 - Desidério, por 17 anos

### Dinastia carolíngia
Carlos Magno conquistou os lombardos em 774, por convocação do papa Adriano I.
- Carlos Magno (774-781), em união pessoal, passou o trono a seu terceiro filho, Pepino
- Pepino (781-810) rei sob autoridade de Carlos Magno
- Bernardo (810-818)
- Lotário I (818-839)
- Luís II (839–875)

O título rex Langobardorum, sinônimo de rex Italiae, durou até a Alta Idade Média, porém os detentores subsequentes do título podem ser vistos em Rei da Itália.